# (3421) Yangchenning
(3421) Yangchenning es un asteroide perteneciente al cinturón de asteroides, descubierto el 26 de noviembre de 1975 por el equipo del Observatorio de la Montaña Púrpura desde el Observatorio de la Montaña Púrpura, Nankín (China).

## Designación y nombre
Designado provisionalmente como 1975 WK1. Fue nombrado Yangchenning en honor al físico estadounidense de origen chino Yang Zhenning.